# Interlachen
Interlachen ist eine Stadt im Putnam County im US-Bundesstaat Florida. Das U.S. Census Bureau hat bei der Volkszählung 2020 eine Einwohnerzahl von 1.441 ermittelt.

## Geographie
Interlachen liegt rund 20 km westlich von Palatka sowie etwa 80 km südlich von Jacksonville.

## Geschichte
Der Ort wurde in den 1870er Jahren nach dem Bau einer Bahnstrecke zwischen Palatka und Hawthorne besiedelt.

## Demographische Daten
Laut der Volkszählung 2010 verteilten sich die damaligen 1403 Einwohner auf 682 Haushalte. Die Bevölkerungsdichte lag bei 93,5 Einw./km². 79,3 % der Bevölkerung bezeichneten sich als Weiße, 7,3 % als Afroamerikaner, 0,7 % als Indianer und 0,3 % als Asian Americans. 9,8 % gaben die Angehörigkeit zu einer anderen Ethnie und 2,7 % zu mehreren Ethnien an. 24,9 % der Bevölkerung bestand aus Hispanics oder Latinos.
Im Jahr 2010 lebten in 28,1 % aller Haushalte Kinder unter 18 Jahren sowie 38,1 % aller Haushalte Personen mit mindestens 65 Jahren. 64,4 % der Haushalte waren Familienhaushalte (bestehend aus verheirateten Paaren mit oder ohne Nachkommen bzw. einem Elternteil mit Nachkomme). Die durchschnittliche Größe eines Haushalts lag bei 2,48 Personen und die durchschnittliche Familiengröße bei 3,01 Personen.
25,6 % der Bevölkerung waren jünger als 20 Jahre, 21,3 % waren 20 bis 39 Jahre alt, 24,9 % waren 40 bis 59 Jahre alt und 28,3 % waren mindestens 60 Jahre alt. Das mittlere Alter betrug 43 Jahre. 49,9 % der Bevölkerung waren männlich und 50,1 % weiblich.
Das durchschnittliche Jahreseinkommen lag bei 32.742 $, dabei lebten 29,1 % der Bevölkerung unter der Armutsgrenze.
Im Jahr 2000 war englisch die Muttersprache von 73,88 % der Bevölkerung, spanisch sprachen 25,82 % und 0,30 % sprachen französisch.

## Sehenswürdigkeiten
Am 2. Juni 2000 wurde die Interlachen Hall in das National Register of Historic Places eingetragen.

## Verkehr
Interlachen wird von der Florida State Road 20 durchquert. Der nächste Flughafen ist der Gainesville Regional Airport (rund 50 km westlich).

## Kriminalität
Die Kriminalitätsrate lag im Jahr 2010 mit 508 Punkten (US-Durchschnitt: 266 Punkte) im hohen Bereich. Es gab drei Raubüberfälle, neun Körperverletzungen, 27 Einbrüche, 56 Diebstähle und sechs Autodiebstähle.